# Shingeki no Kyojin (anime)
Attack on Titan (進撃の巨人 Shingeki no Kyojin?, tdl. ‘Titán de ataque') es un anime japonés de fantasía oscura, adaptado del manga homónimo de Hajime Isayama, que se estrenó el 7 de abril de 2013. Originalmente, en Japón, la primera y segunda temporada se emitieron en MBS TV, mientras que la tercera y cuarta en NHK General TV; Aniplus Asia se encargó de emitir la serie en varios países de Asia-Pacífico. En Estados Unidos, Canadá, España e Hispanoamérica, la serie ha licenciado a servicios como Crunchyroll, Funimation, Netflix, Amazon Prime Vídeo y Hulu. Shingeki no Kyojin también se emitió en el bloque de programación Toonami de Adult Swim en Estados Unidos.
Ambientado en un mundo postapocalíptico donde los restos de la humanidad viven detrás de muros que los protegen de Titanes humanoides gigantes, Shingeki no Kyojin sigue al protagonista Eren Yeager, junto con sus amigos Mikasa Ackerman y Armin Arlert. Cuando un Titán Colosal rompe el muro de su ciudad natal, Titanes destruyen la ciudad y se comen a la madre de Eren. Jurando venganza, este se une al Cuerpo de Exploración, un grupo de soldados élite que lucha contra la enigmática amenaza. El anime narra el viaje de Eren con este equipo mientras luchan contra los Titanes al investigar su origen e historia.
Desde su estreno en 2013, Shingeki no Kyojin ha recibido aclamación generalizada de la crítica y múltiples premios. Los críticos y el público han aclamado el programa por su narración, animación, secuencias de acción, personajes, actuación de voz (tanto original como doblada), banda sonora y temas oscuros.

## Resumen de la serie
En la primera temporada, el protagonista, Eren Yeager, es testigo de cómo su madre muere devorada por unas criaturas humanoides gigantes llamadas Titanes. Esto lo motiva a desarrollar sus habilidades de combate para luchar contra los mismos. Más tarde, Eren es devorado por un Titán, pero descubre que puede transformarse en uno, controlarlo y luchar como si fuera humano. Él aprende a utilizar sus nuevos poderes para combatir a los Titanes y continúa su entrenamiento mientras más Titanes siguen inundando su tierra natal.
En la segunda temporada, el elenco principal de personajes, que se han unido al Cuerpo de Exploración, se ven abocados a la acción después de que Titanes penetren en las murallas sin dejar rastro aparente de cómo entraron. Por el camino, descubren la verdadera naturaleza de los Titanes.
En la tercera temporada, que consta de dos partes, el Cuerpo de Exploración es perseguido mientras Eren y otros miembros son buscados. Más tarde, defienden su ciudad natal en una serie de batallas contra los Titanes más fuertes. Después de las devastadoras batallas, los miembros del Cuerpo de Exploración descubren la verdad sobre su mundo y la humanidad en general.
La cuarta temporada, dividida en tres partes y subtitulada The Final Season (en español, «La temporada final»), tiene lugar cuatro años después de que Eren y sus compatriotas conozcan toda la verdad sobre su situación. Un nuevo elenco de personajes, parte de la Unidad de Guerreros de élite del enemigo, lucha contra el Cuerpo de Exploración mientras cada bando intenta proteger su hogar y sus ideales. Al mismo tiempo, Eren urde un plan devastador para liberar a su patria de todos sus enemigos.
| Temporada | Temporada | Episodios | Episodios              | Emisión original       | Emisión original         |
| Temporada | Temporada | Episodios | Episodios              | Primera emisión        | Última emisión           |
| --------- | --------- | --------- | ---------------------- | ---------------------- | ------------------------ |
|           | 1         | 25        | 25                     | 7 de abril de 2013     | 29 de septiembre de 2013 |
|           | 2         | 12        | 12                     | 1 de abril de 2017     | 17 de junio de 2017      |
|           | 3         | 22        | 12                     | 23 de julio de 2018    | 15 de octubre de 2018    |
| 10        | 3         | 22        | 29 de abril de 2019    | 1 de julio de 2019     |                          |
|           | 4         | 30        | 16                     | 7 de diciembre de 2020 | 29 de marzo de 2021      |
| 12        | 4         | 30        | 9 de enero de 2022     | 3 de abril de 2022     |                          |
| 1         | 4         | 30        | 3 de marzo de 2023     | 3 de marzo de 2023     |                          |
| 1         | 4         | 30        | 4 de noviembre de 2023 | 4 de noviembre de 2023 |                          |

## Elenco y personajes
- Yūki Kaji como Eren Yeager
- Yui Ishikawa como Mikasa Ackerman
- Marina Inoue como Armin Arlert
- Yoshimasa Hosoya como Reiner Braun
- Hiroshi Kamiya como Levi Ackerman
- Romi Park como Hange Zoë
- Kishō Taniyama como Jean Kirstein
- Hiro Shimono como Connie Springer
- Yū Kobayashi como Sasha Braus/Blouse
- Daisuke Ono como Erwin Smith (temporadas 1-3; invitado: temporada 4)
- Yū Shimamura como Annie Leonhart (temporadas 1 y 4; invitada: temporadas 2-3)
- Keiji Fujiwara (temporada 1) y Kenjirō Tsuda (temporada 2; invitado: temporada 3) como Hannes
- Tomohisa Hashizume como Bertolt Hoover (temporadas 2-3; recurrente: temporada 1; invitado: temporada 4)
- Shiori Mikami como Historia Reiss (temporadas 2-3; recurrente: temporada 1 y 4)
- Takehito Koyasu como Zeke Yeager (temporadas 2 y 4; recurrente: temporada 3)
- Yusaku Yara como Rod Reiss (temporada 3; invitado: temporada 4)
- Kazuhiro Yamaji como Kenny Ackerman (temporada 3; invitado: temporada 4)
- Kenshō Ono como Floch Forster (temporada 4; recurrente: temporada 3)
- Manami Numakura como Pieck Finger (temporada 4; invitada: temporada 3)
- Ayane Sakura como Gabi Braun (temporada 4)
- Natsuki Hanae como Falco Grice (temporada 4)
- Jiro Saito como Theo Magath (temporada 4)
- Toshiki Masuda como Porco Galliard (temporada 4)
- Masaya Matsukaze como Colt Grice (temporada 4)
- Mitsuki Saiga como Yelena (temporada 4)
- Kouji Hiwatari como Onyankopon (temporada 4)